# Pete Lemer

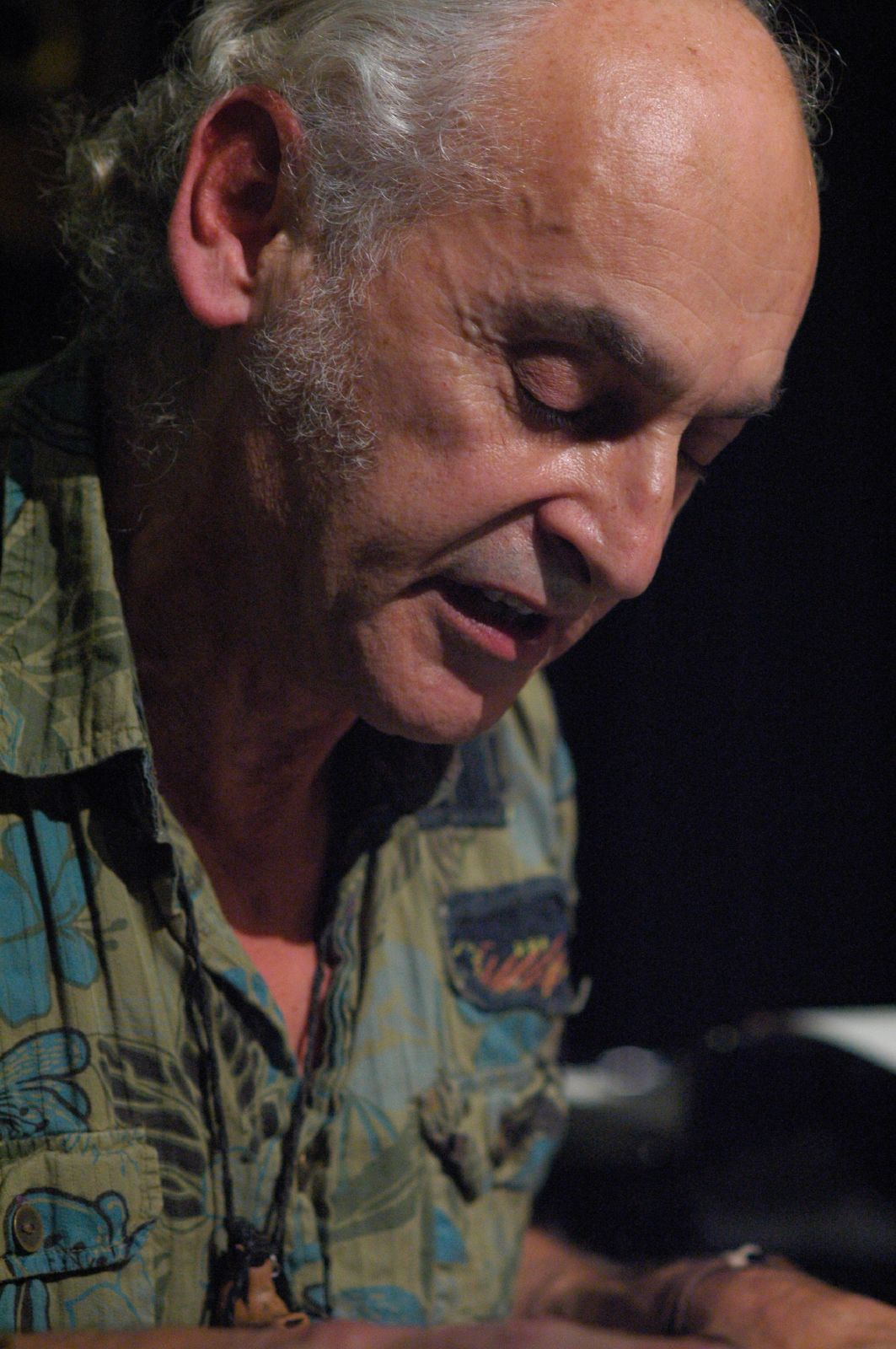
Peter Lemer

Peter „Pete“ Lemer (* 14. Juni 1942 in London) ist ein britischer Jazz-Pianist und Synthesizerspieler.

## Leben und Wirken
Pete Lemer lernte als Jugendlicher klassisches Klavierspiel und studierte Klavier an der Royal Academy of Music, später bei Jack Goldzweig. 1966/1967 nahm er in New York Unterricht bei Paul Bley und Jaki Byard, außerdem Kontrabass-Stunden bei David Walter.
Sein erstes Engagement als Profimusiker hatte er 1963 bei Tony Crombie und Jeff Clyne; dieser führte ihn in die Musik von Ornette Coleman und Scott LaFaro ein. Als er nach London zurückkehrte, leitete er eigene Formationen, ein Trio, ein Quartett und eine Gruppe, die er E nannte. Im Jahr 1965 bildete er ein Trio mit John Stevens und Jeff Clyne, das im Little Theatre Club auftrat. 1966 gründete er das Peter Lemer Quintet mit Jon Hiseman, dem Tenorsaxophonisten George Khan, John Surman als Baritonsaxophonist und Tony Reeves am Bass. Die Band spielte in Ronnie Scotts Club und gehörte zur englischen Free Jazz Bewegung der späten 1960er. Sie nahm lediglich ein Album auf – Local Colour – das 1966 auf ESP-Disk erschien.
1969 arbeitete Lemer mit der von John Stevens geleiteten experimentellen Jazzformation Spontaneous Music Ensemble. 1974 spielte er in der Band Gilgamesh und arbeitete vorwiegend als Sessionmusiker. 1975 gehörte er zur Band von  Ginger Baker, der Baker Gurvitz Army und wirkte an deren Album Elysian Encounter mit. 
Seit Mitte der 1970er Jahre spielte Lemer als Keyboarder außerdem mit Barbara Thompsons Formationen Paraphernalia und Jubiaba, sowie in Harry Becketts Band Joy Unlimited. Gemeinsam mit seiner damaligen Frau Pepi Lemer gründete er die Band E. Außerdem wirkte er als Gastmusiker an Aufnahmen der Artrock-Band Gong von Pierre Moerlen mit (Time is the Key), arbeitete mit Annette Peacock und mit Mike Westbrook; 1979 war er Mitglied von Mike Oldfields Band. 1980 machte er Plattenaufnahmen mit nordafrikanischen Musikern, der Troupe Populaire de G’Naoua de Asilah.
Anfang der 1990er Jahre spielte Lemer bei der Formation In Cahoots und tourte 1999 erneut mit  Paraphernalia. Lemer arbeitet außerdem als Musikberater für Klavierspiel, Improvisation und Musiktechnologie. Er leitet derzeit den Cluzion Jazz Club in Bishop’s Stortford.

## Diskographische Hinweise
- Barbara Thompson: A Cry from the Heart (VeraBra, 1987), Everlasting Flame (VeraBra, 1993) und Shifting Sands (Intuition, 1998).
- Local Colour (ESP-Disk, 2013), mit Nisar Ahmad Khan, John Surman, Tony Reeves, Jon Hiseman